# Joseph Jacobsen
Joseph Jacobsen (geb. 24. November 1897 in Hamburg; gest. 15. Januar 1943 in London) war ein deutscher jüdischer Musikpädagoge und Komponist.

## Leben

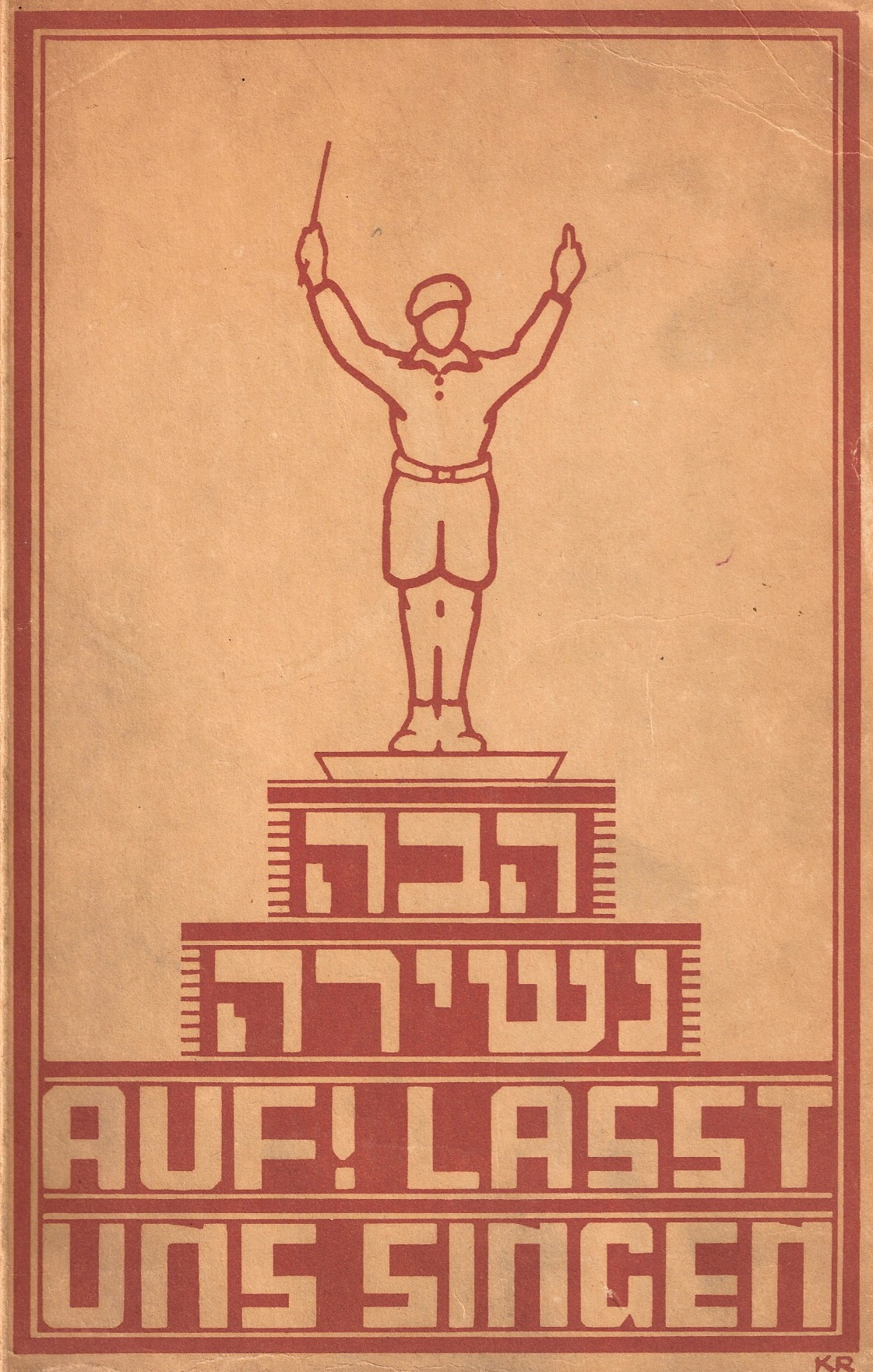
Hawa naschira – Auf! Lasst uns singen, 1935

Jacobsen erhielt seine Schulbildung an der Talmud-Tora-Schule und am Heinrich-Hertz-Realgymnasium in Hamburg, wo er 1916 das Abitur ablegte. Sein Studium der Musikwissenschaft und der Sprachen Französisch, Englisch und Hebräisch in München, Leipzig und Hamburg schloss er 1924 in Hamburg mit der Promotion ab. Statt einer Dirigentenlaufbahn, die mit den Sabbatgeboten nicht vereinbar gewesen wäre, arbeitete er von 1923 bis 1939 als Lehrer an der Talmud Tora Schule, wo er u. a. den Schulchor und das Schulorchester gründete und leitete und mit diesen auch eigene Werke aufführte. 1935 gab er mit Erwin Jospe das Liederbuch הבה נשירה (Hawa naschira) – Auf! Lasst uns singen heraus, das deutsche, hebräische und jiddische Lieder enthielt und die jüdische kulturelle Identität gegen den NS-Antisemitismus stärkte.
Im Zuge der Novemberpogrome 1938 wurde Jacobsen zusammen mit dem gesamten Kollegium der Talmud Tora Schule verhaftet und elf Tage im KZ Sachsenhausen gefangen gehalten. Im März 1939 emigrierte er mit seiner Frau und den vier Kindern nach London, wo er an der Jewish Secondary School jüdische Flüchtlingskinder aus Deutschland unterrichtete. Unterbrochen wurde diese Tätigkeit nach Kriegsbeginn durch eine mehrmonatige Internierung als Enemy Alien auf der Isle of Man; auch dort wirkte er als Chor- und Orchesterleiter.
Jacobsen starb 45-jährig in London an einer schweren Erkrankung.

## Nachwirkung
Über Fachkreise hinaus bekannt ist Jacobsens zweistimmiger Kanon Gottes Wort ist wie Licht in der Nacht, in manchen Ausgaben auch Gottes Wort ist ein Licht in der Nacht aus Hawa naschira; den Text unterlegte Hans-Hermann Bittger 1983. Im katholischen Gebet- und Gesangbuch Gotteslob ist der Kanon unter Nr. 450 enthalten, im Mennonitischen Gesangbuch unter der Nr. 367, außerdem in mehreren Regionalteilen des Evangelischen Gesangbuchs und im Gesangbuch der Evangelisch-methodistischen Kirche.